# Landstigningen vid Lokalax

Lokalax läge i Finland.

Landstigningen vid Lokalax var en strid mellan de svenska landstigningstrupperna och de ryska försvarstrupperna vid Lokalax i det nuvarande Finland år 1808. Striden resulterade i en rysk seger. Den svenska befälhavaren var Albrekt von Lantinghausen.

## Bakgrund
Kort efter slaget vid Oravais beslutade den svenske kungen Gustav IV Adolf att landsätta en styrka på 4 000 man under general Albrekt von Lantinghausen vid Nystads kust. Syftet var att skära av den ryska förbindelsen mellan Nystad och Åbo. Tanken var också att förena sig med delar av Eberhard von Vegesacks armé, som skulle landstiga vid Björneborg. Istället seglade Vegesack så långt norrut som till Kristinestad, där hans trupper landsteg den 28 augusti. Detta försvårade samordningen mellan de svenska styrkorna.

## Slaget
Trots detta landsteg Lantinghausen vid Lokalax den 17 september med färre än 3 000 man av sin ursprungliga styrka. Trupperna var dåligt utrustade och hade otillräcklig ammunition. Redo att möta dem var den ryske befälhavaren Pjotr Bagration med en styrka på cirka 1 200 man och fem kanoner.
Efter att Lantinghausen landstigit gjorde han endast små framsteg och nådde Lokalax kyrka, där han klockan 18:00 blev angripen av ryssarna. Striderna förblev relativt milda och varade i två timmar innan mörkret satte stopp för dem.
Nästa morgon, klockan 06:00, inledde ryssarna ett nytt anfall. Lantinghausen förblev passiv och gjorde inget försök till motattack. Efter sex timmars strider anföll Bagration båda de svenska flankerna, varpå Lantinghausen beslutade att retirera, gå ombord på fartygen och segla bort.

## Efterspel
Svenskarna förlorade 140 man i striden, medan de ryska förlusterna uppgick till 200 man. Kort därefter fråntogs Lantinghausen sitt befäl av Gustav IV Adolf, som ersatte honom med Gustaf Olof Lagerbring inför landstigningen vid Helsingfors några dagar senare.